# Cölln
Ne doit pas être confondu avec la cité de Cologne, appelée Köln, et historiquement Cölln, en allemand.

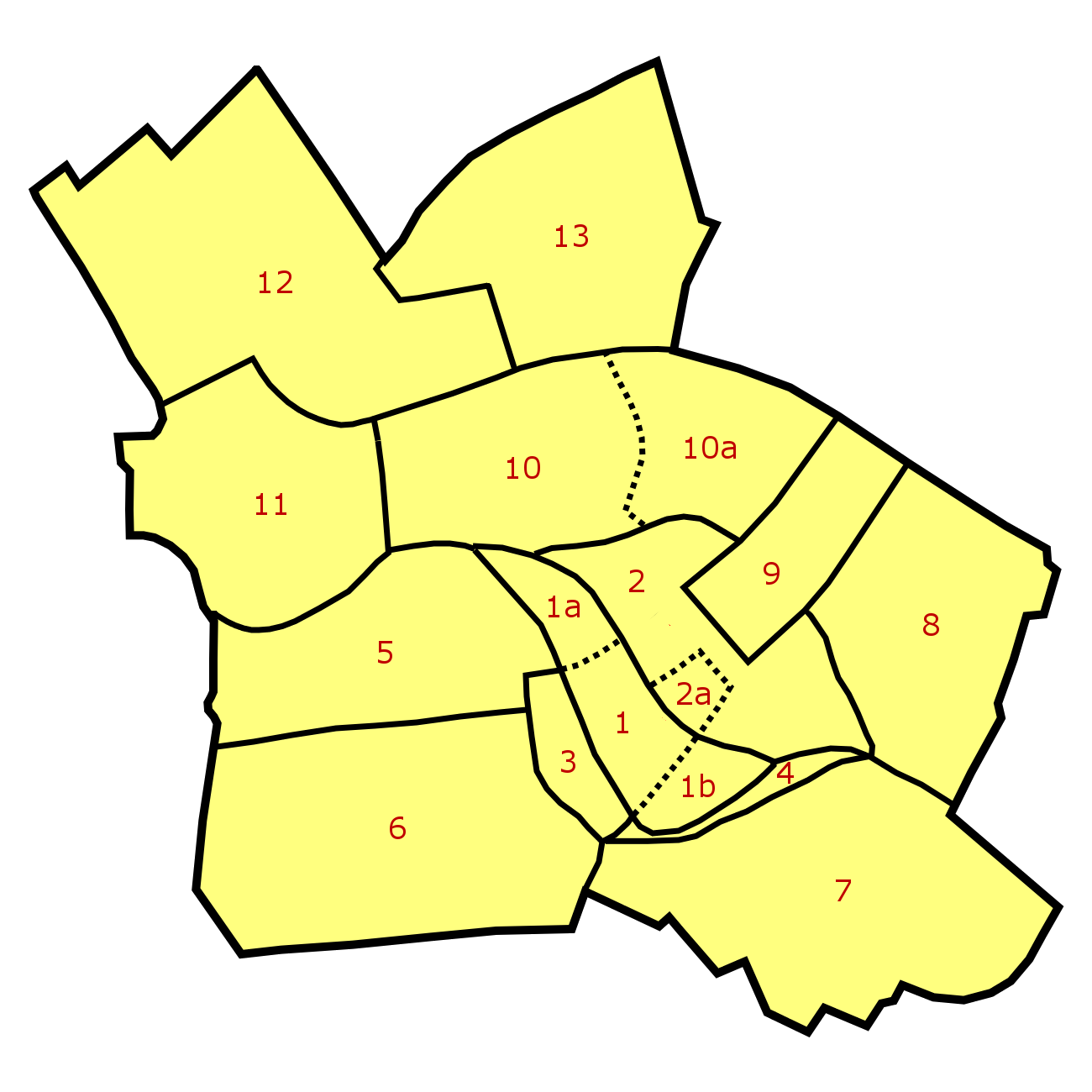
Les 13 quartiers historiques de Berlin-Mitte :
1. Cölln (Spreeinsel) (avec l'île aux Musées [1a], Fischerinsel [1b])
2. Alt-Berlin (avec le Nikolaiviertel [2a])
3. Friedrichswerder
4. Neu-Kölln am Wasser
5. Dorotheenstadt
6. Friedrichstadt
7. Luisenstadt
8. Stralauer Vorstadt (avec Königsstadt)
9. Alexanderplatz
10. Spandauer Vorstadt (avec Scheunenviertel [10a])
11. Friedrich-Wilhelm-Stadt
12. Oranienburger Vorstadt
13. Rosenthaler Vorstadt

Cölln (ou Alt-Kölln, du latin colonia, également appelé Cölln sur Sprée ou Cölln-sur-la-Sprée), à l'origine une île sur la Spree, est aujourd'hui un quartier historique du centre-ville de Berlin, dans le quartier administratif de Mitte. Depuis qu'il a été mentionné pour la première fois dans un document en 1237, jusqu'à la fusion de la capitale et ville de résidence impériale de Prusse en 1709, il fut la ville jumelle de Berlin (aujourd'hui Alt-Berlin) sur la rive opposée. Après la construction du château de Berlin au nord de l'île, elle vit naître plusieurs margraves et électeurs de la maison de Hohenzollern du XVIe au XVIIIe siècle.
On n'emploie plus depuis longtemps les noms de Cölln ou d’Alt-Kölln, le quartier historique étant très gravement endommagé pendant la Seconde Guerre mondiale et ensuite réaménagé, aujourd'hui au centre même de Berlin.

## Démographie et économie

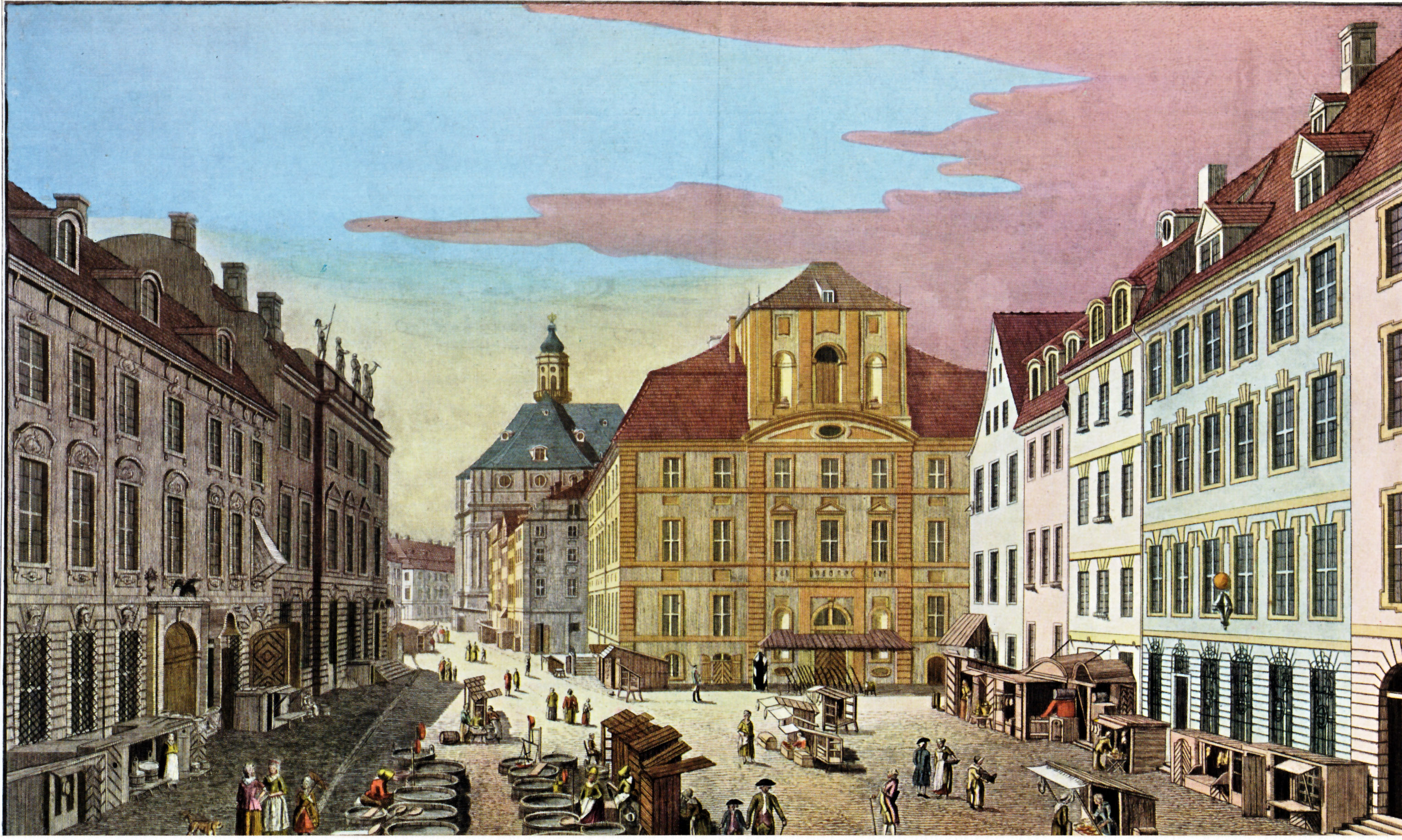
L'hôtel de ville avec l'église Saint-Pierre en arrière plan (1784).

L'île de Cölln, entre les deux bras de la rivière Spree, se trouve sur la route commerciale (Via Imperii) entre Leipzig et Stettin sur la côte Baltique. La ville s'est groupée au début du XIIIe siècle autour de la Petriplatz, qui doit son nom à l'église paroissiale de Saint-Pierre, endommagée au cours des bombardements de la Seconde Guerre mondiale, et dont les ruines furent déblayées de la Gertraudenstrasse dans les années 1950. L'hôtel de ville, à proximité sur la Breite Straße, dressait sa façade à l'est.
L'église fut dédiée à l'apôtre Pierre, patron des pêcheurs (Luc 5 10), parce que la plupart des habitants au Moyen Âge vivaient de la pêche. L'élargissement et l'approfondissement de la Spree en amont du barrage des Moulins (Mühlendamm) retenait à cet endroit les poissons de la rivière.
La berge orientale, où (Alt-)Berlin a pris naissance, était alors occupée par les commerçants et les entrepôts. Le pont du barrage du moulin offrant le seul moyen de franchir le fleuve entre Francfort-sur-l'Oder et Magdebourg, on taxa le transport de marchandises par l'institution d'un octroi. Pendant ce temps, sur l'autre rive, Berlin s'étendait autour de l'église Saint-Nicolas (Nikolaikirche) dédiée à Nicolas de Myre, le saint-patron des marchands. Les Berlinois, enrichis par le commerce de marchandises, édifièrent bientôt un second lieu de culte, l'église Sainte-Marie (Marienkirche).

## Histoire

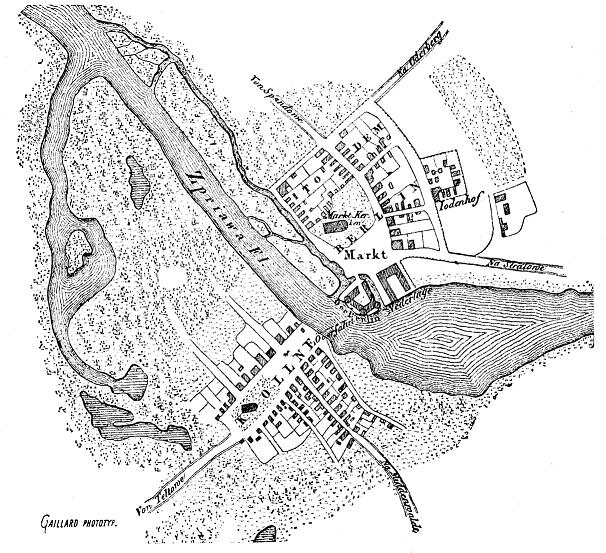
Berlin et Cölln vers l'an 1230; reconstitution du XIXe siècle

Des découvertes archéologiques dans le quartier remontent au milieu du XIIe siècle, au temps où la marche de Brandebourg a été fondée par Albert Ier l’Ours. Le nom d'un prêtre Symeon de Colonia apparaît pour la première fois dans un document publié par les margraves le 28 octobre 1237, soit sept ans avant Berlin.
En 1307, les deux bourgs groupèrent leurs administrations pour former la ville-double de Berlin-Cölln : les deux villes étaient alors reliées par le barrage du moulin. Au sein du conseil des échevins, les berlinois étaient bien plus fortement représentés que les habitants de Cölln, au grand ressentiment de ces derniers. Les magistrats firent édifier un deuxième pont, l'actuel Rathausbrücke. Les deux villes ont bénéficié du droit d'étape et la politique commune amena en 1308 la formation d'une première ligue de villes de la marche, dont Francfort-sur-l'Oder, Brandebourg-sur-la-Havel et Salzwedel (Altmark), qui entendaient ainsi défendre leurs droits face aux seigneurs ascaniens et former une milice les protégeant d'agressions éventuelles. Toutefois, la communauté de gestion a été abrogée par l'électeur Frédéric II de Brandebourg après de nombreuses années de conflit en 1442. Les citoyens vont donc céder un terrain près d'un couvent des Dominicains au nord de Cölln où il édifia sa résidence.

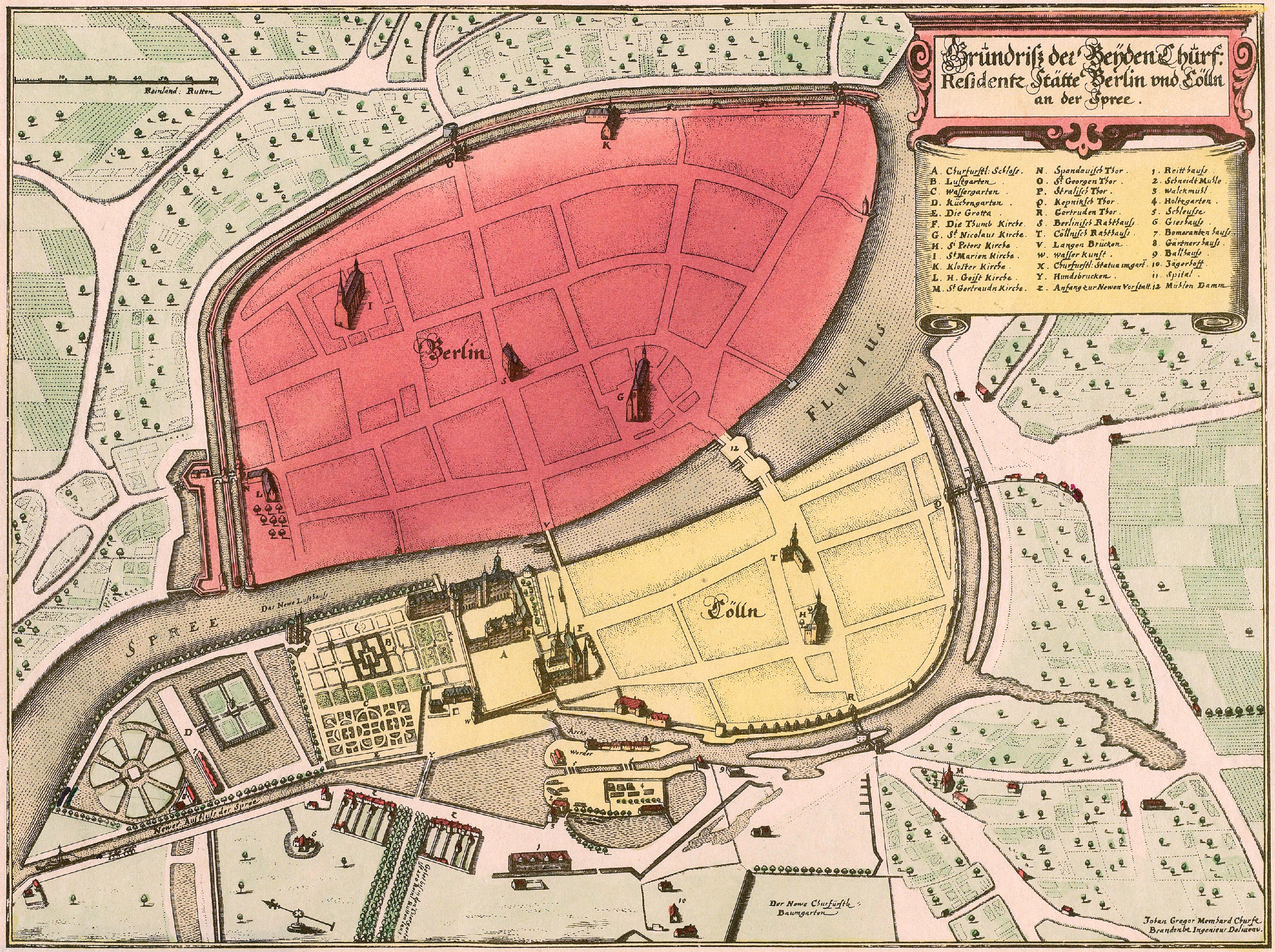
Plan de Berlin (en rouge) et Cölln (en jaune) par Johann Gregor Memhardt (1652).

Après les ravages de la guerre de Trente Ans, le « Grand Électeur » Frédéric Guillaume Ier, de 1658 à 1683, fit enceindre Cölln et Berlin de fortifications sur des plans de Johann Gregor Memhardt qui couraient bien au-delà des anciens remparts. Seules quelques-unes des vieilles portes de la ville furent reconstruites en périphérie, comme dans les banlieues de Neu-Cölln am Wasser (à ne pas confondre avec le quartier actuel de Berlin-Neukölln) au sud et de Friedrichswerder à l'ouest. On retrouve encore assez nettement les contours des anciennes fortifications, en particulier les bastions, sur le plan de la ville, par exemple au niveau de la « Place du haut-bailliage » (Hausvogteiplatz).
En 1709/1710 les faubourgs baroques de Friedrichswerder, Dorotheenstadt et Friedrichstadt furent regroupés avec les anciennes villes de Berlin et Cölln au sein de la « ville royale de Berlin » (königliche Haupt- und Residenzstadt Berlin). Les remparts gênant par la suite de plus en plus l'expansion urbaine, furent abattus en 1834, afin que Berlin puisse se développer en même temps que ses faubourgs. Toute la ville fut entourée de murs d'octroi percés de portes, dont certains noms de places et de rues perpétuent encore aujourd'hui le souvenir. En 1920, le quartier de Cölln faisait partie du nouveau district de Mitte.